# Cirrocumulus

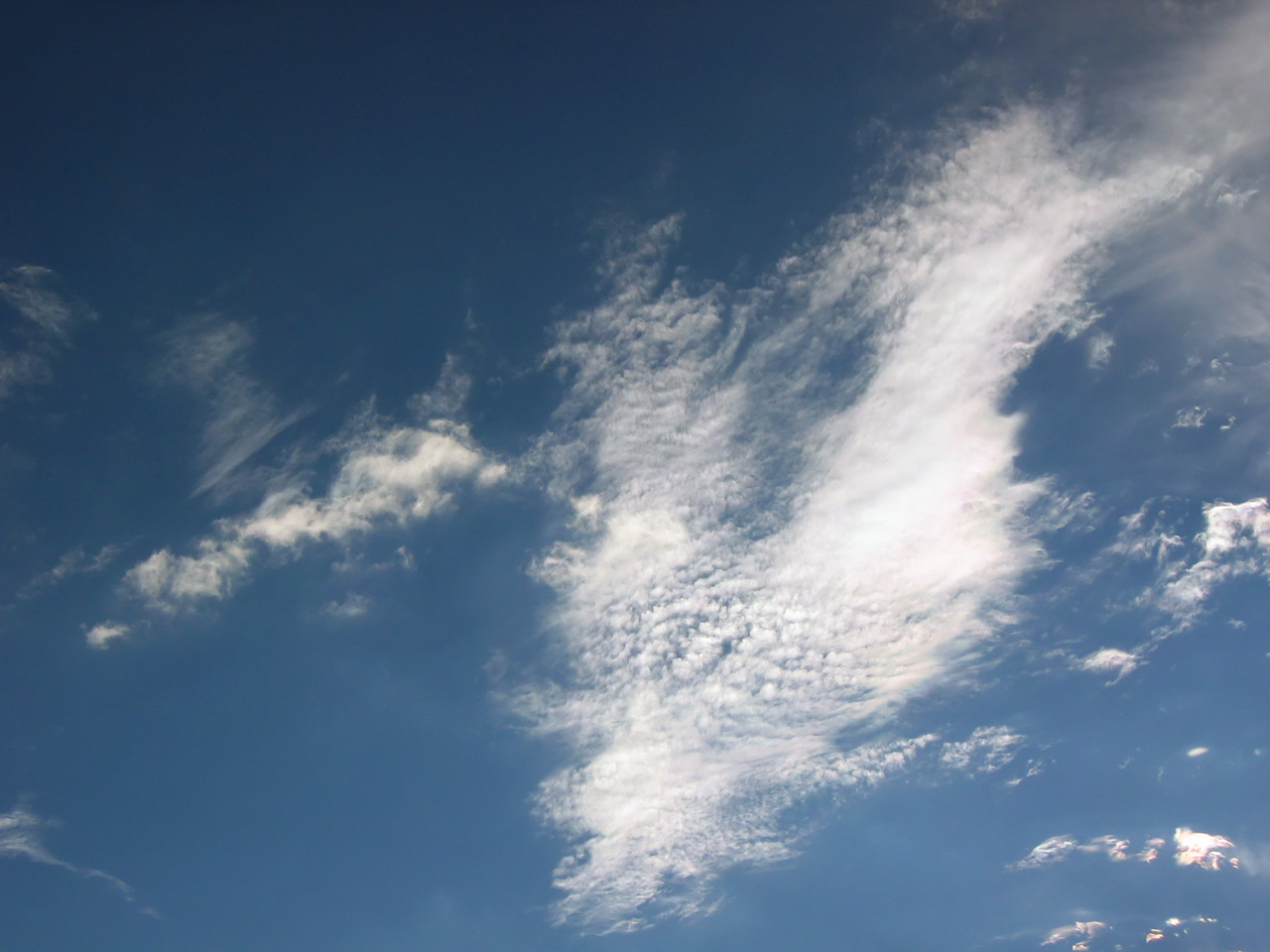
Chmury cirrocumulus i altocumulus

Cirrocumulus [łac.] (Cc) – chmury piętra wysokiego rodzaj kłębiasto-pierzaste. Małe, białe płatki lub kłębki często ułożone w szeregi – tzw. „baranki”, których poszczególne elementy mają rozmiar kątowy poniżej jednego stopnia. Chmury Cirrocumulus nie dają opadu docierającego do powierzchni ziemi.

## Powstawanie
Chmury Cc mogą powstać w powietrzu wolnym od produktów kondensacji pary wodnej. Mogą również powstawać w wyniku przekształcania się chmur Ci lub Cs, albo wskutek zmniejszania się wymiarów członów ławicy płatu lub warstwy chmur Altocumulus. Chmury Cc w kształcie soczewek lub migdałów powstają zazwyczaj w wyniku lokalnego, orograficznego uniesienia warstwy wilgotnego powietrza.
Od podobnych im chmur altocumulus można je odróżnić tym, że są mniejsze i bardziej białe. Są też na tyle cienkie, że na ich kątowo dalszych od Słońca krawędziach nie tworzą się cienie.

## Budowa
Chmury Cc składają się prawie wyłącznie z kryształów lodu; mogą w nich występować również i kropelki silnie przechłodzonej wody, które na ogół szybko przekształcają się w kryształki lodu.
Chmury te występują na ogół w postaci płatów mniej lub bardziej rozpostartych i składających się z bardzo małych członów w kształcie ziarenek, zmarszczek. Płaty te wykazują często jeden lub dwa kierunki sfalowania. Mogą również posiadać włókniste brzegi. Bardzo rzadko płaty chmur Cc mogą posiadać małe, zaokrąglone przerwy rozmieszczone mniej lub bardziej regularnie, tak że chmury mają często wygląd przypominający sieć lub plaster miodu. Brzegi tych przerw są często postrzępione. Cc występuje również w ławicach w kształcie soczewek lub migdałów często bardzo wydłużonych i zazwyczaj o wyraźnych zarysach. Rzadziej człony chmur Cc przybierają kształty bardzo małych kłaczków o postrzępionych dolnych częściach lub bardzo małych wypukłości, przypominające wieżyczki, wyrastające ze wspólnej poziomej podstawy. Cc zawsze są na tyle przejrzyste, że pozwalają określić położenie Słońca lub Księżyca. Na chmurach tego rodzaju występują niekiedy zjawisko wieńców lub iryzacji.
Wysokość podstawy chmur Cirrocumulus wynosi od 6–8 km, rozpiętość pionowa od 0,1 do kilku kilometrów.

## Gatunki
- Cirrocumulus stratiformis (Cc str) – chmury rozpostarte w postaci rozległego, poziomego płata lub warstwy.
- Cirrocumulus lenticularis (Cc len) – soczewkowaty, o zwykle ostrych i czasami iryzujących brzegach, kształt chmur często na wysokościach Cs, Ac, As(niżej ta odmiana występuje rzadziej). Chmury lenticularis występują szczególnie często w czasie dni z wiatrami: fenom, sirocco, mistralem.
- Cirrocumulus castellanus (Cc cas) – chmury, które w górnej części przynajmniej miejscami wykazują wypukłości w postaci wieżyczek, nadającym tym chmurom na ogół wygląd ząbkowany. Wieżyczki te, z których część ma większą wysokość niż szerokość, posiadają wspólną podstawę i wydają się ułożone wzdłuż pewnej linii. Wieżyczkowaty charakter chmur castellanus jest szczególnie dobrze widoczny, gdy są one obserwowane z boku.
- Cirrocumulus floccus (Cc flo) – gatunek, w którym każdy człon chmury jest małym kłębiastym kłaczkiem, dolna część kłaczka mniej lub bardziej jest postrzępiona i często towarzyszy jej virga.

Chmury Cc na mapie synoptycznej oznacza się za pomocą: 